# Сје Ђун
Сје Ђун (упрош: 谢军; трад: 謝軍; пин: Xiè Jūn; Пекинг, 30. октобар 1970) је шахисткиња из Пекинга, Кина. Шах је почела играти са шест година. У десетој години постала је првакиња Пекинга у кинеском шаху за девојчице. Пошто су је наговорили да игра западњачки шах, постала је првакиња Кине за девојчице 1984. године. 
Била је осма и десета шампионка у шаху, први пут од 1991. до 1996, и поново од 1999. до 2001, и била је тек друга жена која је титулу освајала два пута.
Године 1991. Сје Ђун је освојила светску шаховску титулу за жене, победивши Мају Чибурданидзе, која је држала титулу од 1978, резултатом 8½:6½. Године 1993. успешно је одбранила титулу против Нане Јоселијани (победивши са 8½:2½). Изгубила је титулу 1996. од Жуже Полгар (8½:4½). Повратила је титулу 1999. када је победила Алису Гаљамову (8½:6½), пошто је ФИДЕ одузела титулу Жужи Полгар. Године 2000. ФИДЕ је променила начин играња и увела нокаут сустем. Сје Ђун је поново освојила титулу, победивши Ћин Канјинг резултатом 2½:1½.
Сје Ђун никада није била на првом месту шаховексе ранг-листе. Јудит Полгар, која је одбијала да игра на женским турнирима, држала је то место све време док је Сје Ђун била на врхунцу играчке каријере.
Сје Ђун је најјача од бројних кинеских шахисткиња, између осталих од Цу Чен, Сју Јухуа и Леи Ванг. Захваљујући првенствено њој, кинески тим је освојио златну медаљу 1998. на шаховској олимпијади у Елисти у Калмикији, Русија.
Крајем деведесетих година прошлог века Сје Ђун је одбранила докторат из психологије.